# Greatest Hits (álbum de ABBA)
Greatest Hits es el nombre de primer álbum recopilatorio del grupo sueco ABBA, lanzado a fines de 1975. Pese a que pocas canciones del disco habían sido un éxito en muchos países, fue el primer álbum del grupo en experimentar un éxito mundial, en América, Oceanía y Europa.

## Historia del Álbum
En noviembre de 1975 Polar Music publicó en Suecia el primer álbum recopilatorio de ABBA. Titulado Greatest Hits, salió a la venta después de que el grupo sólo había grabado tres álbumes de estudio. No obstante, el lanzamiento de esta compilación fue clave en la historia del grupo, ya que se convirtió en el primer álbum del cuarteto cuyas ventas se contaron en millones, además de ser el regreso del grupo a las listas de popularidad en varios países.
Todos los temas seleccionados habían entrado a las listas de popularidad en al menos un país, siendo "Dance (While Ther Music Still Goes On)" la única. "Bang-A-Boomerang", "Hasta Mañana", "Nina, Pretty Bellerina" y "Another Town, Another Train" fueron sencillos no oficiales que lograron entrar a las listas de popularidad de pocos países. El tema "Fernando" (grabado en agosto de 1975) fue incluido como una pista adicional en los primeros meses de 1976.
De los sencillos más exitosos incluidos en la compilación, sólo cuatro de ellos entraron al Top 20 en Estados Unidos y seis de ellos al Top 40 en el Reino Unido. Pese a esto, el álbum se volvió un éxito en ambos países. En ambos recibieron certificaciones de platino y vendieron más de un millón de copias. En Australia el álbum fue publicado bajo el nombre de The Best of ABBA, convirtiéndose en un álbum exitoso en aquel país: es el LP más vendido en Australia, permaneciendo 16 semanas en el número uno.

## Lanzamientos
Greatest Hits fue oficialmente publicado por Polar Music el 17 de noviembre de 1975 en Escandinavia. Compilaciones similares fueron publicadas en varios países por los distintos sellos discográficos del grupo. En Australia, The Best of ABBA fue publicado en diciembre de 1975; mientras en Estados Unidos y el Reino Unido, Greatest Hits salió a la venta hasta mediados de 1976. Esta compilación es la que más variantes presenta: la portada, el orden de las pistas e incluso el nombre variaba según el territorio donde fuera lanzado. En el 2006, con motivo del 30.º aniversario del lanzamiento del álbum, una edición masterizada sale a la venta como edición limitada.

### Variaciones
| País           | Año  | Formato | N.º de Catálogo      | Comentarios                |
| -------------- | ---- | ------- | -------------------- | -------------------------- |
| Suecia         | 1975 | LP      | Polar POLS 266       | Versión original           |
| Nueva Zelanda  | 1975 | LP      | RCA-Víctor VLP1-4020 | Llamado "The Best of ABBA" |
| Reino Unido    | 1976 | LP      | Epic EPC 69218       | Diferente portada          |
| Portugal       | 1976 | LP      | Polydor 2310.474     | Llamado "Fernando"         |
| Japón          | 1976 | LP      | Discomate DSP-5108   | Llamado "All About ABBA"   |
| Estados Unidos | 2006 | CD      | Polar - 987 715-6    | Primera masterización      |

## Lista de temas
Lado A
- 1. "S.O.S." (Anderson, Andersson, Ulvaeus) - 3:22
- 2. "He Is Your Brother" (Andersson, Ulvaeus) - 3:17
- 3. "Ring-Ring" (Anderson, Andersson, Cody, Sedaka, Ulvaeus) – 3:03
- 4. "Hasta mañana" (Anderson, Andersson, Ulvaeus) - 3:09
- 5. "Nina, Pretty Ballerina" (Andersson, Ulvaeus) - 2:52
- 6. "Honey, Honey" (Anderson, Andersson, Ulvaeus) - 2:55
- 7. "So Long" (Andersson, Ulvaeus) - 3.06

Lado B
- 8. "I Do, I Do, I Do, I Do, I Do" (Anderson, Andersson, Ulvaeus) - 3:15
- 9. "People Need Love" (Andersson, Ulvaeus) - 2:43
- 10. "Bang-A-Boomerang" (Anderson, Andersson, Ulvaeus) - 3:02
- 11. "Another Town, Another Train" (Andersson, Ulvaeus) - 3:10
- 12. "Mamma Mia" (Anderson, Andersson, Ulvaeus) - 3:34
- 13. "Dance (While The Music Still Goes On)" (Andersson, Ulvaeus) - 3:12
- 14. "Waterloo" (Anderson, Andersson, Ulvaeus) - 2:42

Bonus track añadido unos meses después de que el álbum salió a la venta
- 15. "Fernando" (Anderson, Andersson, Ulvaeus) - 4:12

## Recepción

### Listas de Popularidad
Greatest Hits se convirtió en el primer álbum de ABBA en entrar a muchas listas de popularidad alrededor del mundo. Llegó a estar en el Top 10 de quince países, ocupando la posición número uno en diez de ellos. En Australia, The Best of ABBA permaneció 16 semanas ininterrumpidas en el número uno, mientras que en Nueva Zelanda ocupó el número uno por 18 semanas. En el Reino Unido se convirtió en el primer álbum número uno del grupo.
| Lista                                     | Posición |
| ----------------------------------------- | -------- |
| Alemania Top 50 Media Control Álbum Chart | 1        |
| Australia Top 50 Álbum Chart              | 1        |
| Austria Top 50 Álbum Chart                | 1        |
| Finlandia Suosikki Álbum Chart            | 1        |
| Holanda Top 50 Álbum Chart                | 1        |
| Noruega Top 40 VG Álbum Chart             | 1        |
| Nueva Zelanda Top 40 RIANZ Álbum Chart    | 1        |
| UK Álbum Chart                            | 1        |
| Suecia Top 60 Sverige Álbum Chart         | 1        |
| Zimbabwe Top 20 Álbum Chart               | 1        |
| Bélgica Top 50 Álbum Chart                | 2        |
| Canadá Top 50 Álbum Chart                 | 2        |
| Finlandia Top 40 YLE Álbum Chart          | 3        |
| Suiza Top 30 Álbum Chart                  | 3        |
| Francia Top 30 Álbum Chart                | 9        |
| Argentina Top 10 Álbum Chart              | 30       |
| México Lista de Álbumes Internacionales   | 30       |
| E.U. Billboard 200                        | 48       |
| E.U. Top 200 Record World Álbum Chart     | 56       |
| E.U. Top 200 Cashbox Álbum Chart          | 59       |
| Japón Top 100 Oricon Álbum Chart          | 66       |

### Ventas y certificaciones
Greatest Hits recibió numerosas certificaciones por sus ventas:  oro,  platino y  multiplatino. En Estados Unidos fue la primera certificación que el grupo obtuvo, y en Nueva Zelanda obtuvieron su más alta acreditación: 24 veces disco de platino (vendiendo casi medio millón de copias en un país de tan sólo tres millones de habitantes). En el Reino Unido, Greatest Hits se convirtió en el segundo álbum más vendido de la década de 1970. Además, la versión australiana del álbum fue certificada veinte veces con disco de oro, y con el tiempo se convirtió en el disco más vendido en Australia. Sumado a las cifras dadas por Oricon en Japón (20,580) las ventas del álbum alcanzan un total de más de 11.1 millones de copias vendidas a nivel mundial.
| País/Organización | Certificación | Ventas    |
| ----------------- | ------------- | --------- |
| RIANZ             | Platino X 24  | 460,000   |
| CRIA              | Platino X 5   | 500,000   |
| IFPI              | Platino X 2   | 64,875    |
| IFPI              | Platino       | 20,000    |
| RIAA              | Platino       | 1;000,000 |
| BPI               | Platino       | 2;600,000 |
| ARIA              | Oro X 20      | 1;059,415 |
| IFPI              | Oro           | 250,000   |
| SNEP              | Oro           | 100,000   |
| ZPAV              | Oro           | 20,000    |
| IFPI              | Oro           | 50,000    |

### Críticas
Greatest Hits recibió en su mayor parte críticas no muy positivas, las cuales hacían resaltar una cosa: el álbum había sido lanzado muy pronto, cuando el grupo no era tan popular. William Rohlmann en el sitio web Allmusic dice que es una compilación "Prematura", debido a que ABBA tenía muy pocos éxitos para hacer una compilación entera, y le da tres estrellas de cinco. Otro crítico estadounidense, Robert Christgau resalta que ABBA ha tenido éxito, pero no como para hacer una gran compilación: "Aunque cuatro de estas canciones han entrado al Top 20 aquí, el título conmemora la conquista de la banda de lugares como Alemania Occidental y Costa Rica" y lo califica con una C+. Finalmente, la crítica más positiva fue la que le dio la revista Billboard que dice: "[el álbum] pone juntos varios sencillos entretenidos que se han vendido alrededor del mundo. Mejores canciones "Waterloo", "S.O.S.," "I Do, I Do, I Do, I Do, I Do," "Honey, Honey," "Mamma Mia," "Fernando"."